# Physornis
Physornis is een monotypisch geslacht van uitgestorven schrikvogels (Phorusrhacidae) die leefden tijdens het Chattien (ongeveer 23 tot 28 miljoen jaar geleden). Fossielen ervan zijn gevonden in de provincie Santa Cruz van het huidige Argentinië.
Het geslacht telt vooralsnog één soort: Physornis fortis.

## Ontdekking en naamgeving
Het holotype van Physornis (BMNH-A583) is een 137 mm lang fragment van een symphysis mandibulae en de rechtertak van deze onderkaak, in 1895 gevonden door Ameghino. Deze publiceerde de naam, samen met een beschrijving maar zonder tekening, nog in datzelfde jaar. Het in 1895 gevonden restant is maar een erg klein deel van het hele dier, en vertoont, behalve de karakteristieke symphysis, vrijwel geen andere kenmerken. Het is daarom, achteraf bezien, niet erg geschikt om als holotype te dienen. Bryan Patterson trok in 1941 zelfs in twijfel of het wel om een overblijfsel van een vogel ging en suggereerde dat het evengoed een deel van het bekken van een zoogdier kon zijn. Op grond daarvan moesten volgens hem de namen van het geslacht en de soort worden verworpen als nomina nuda. Alvarenga en Höfling, de auteurs van een revisie van de familie uit 2003, bestreden dit en stelden dat ze de resten meteen als die van een schrikvogel herkenden en dat ze bovendien de differentiërende karakteristieken van de soort goed laten zien.

## Beschrijving
Physornis was een lid van de onderfamilie Brontornithinae, de grootste en stevigst gebouwde schrikvogels. Physornis had dus waarschijnlijk een gigantische grootte, mogelijk zelfs naderend aan die van Brontornis. De symphysis mandibulae is opvallend kort en breed en heeft een karakteristiek ventraal oppervlak in het middenstuk. De laterale rand van de hypotarsus vormt, van achteren gezien, een uitstekende kam die het geslacht duidelijk onderscheidt van Paraphysornis en Brontornis. De laterale cotyl van de tarsometatarsus is bijna vierkant wanneer hij van dichtbij gezien wordt.